# Xhosa
Xhosa albo Khosa − lud zamieszkujący tereny Afryki Południowej, zwłaszcza RPA i Lesotho. W 2017 roku liczebność Xhosa wynosiła ponad 8,8 mln. Lud ten posługuje się językiem xhosa z rodziny bantu.
Do tradycyjnych zajęć Xhosa zalicza się chów bydła i rolnictwo, a także obróbka żelaza i plecionkarstwo. Struktura społeczna opiera się na egzogamicznych klanach o patrylinearnym systemie pokrewieństwa. Poszczególne klany różnią się między sobą kolorami strojów i sposobem przystrajania się paciorkami.
Xhosa zachowują tradycyjne wierzenia, których ważnym elementem jest kult przodków. Wciąż żywy jest bardzo bogaty folklor. Silnie zakorzeniona jest wiara w czary. Czarownictwo uważa się za z gruntu złe, a Xhosa boją się opętania przez złe duchy. Zaradzić temu może jednak igkirha (duchowy uzdrowiciel). W kulturze Xhosa występują także ixhwele (zielarze), trudniący się jednak prawie wyłącznie zwalczaniem chorób dotykających ciało. Religia Xhosa posiada wiele cech wspólnych z wierzeniami Buszmenów, uważa się więc, że doszło w przeszłości do interakcji kultur tych ludów.
Dużą rolę w kulturze ludu Xhosa odgrywają różnego rodzaju obrzędy przejścia (zarówno dla kobiet, jak i dla mężczyzn) oraz ceremionie związane z zawarciem małżeństwa.

## Język
Xhosa to aglutynacyjny język tonalny z rodziny bantu. Zapisuje się go w alfabecie opartym na piśmie łacińskim. Językiem xhosa posługuje się około 18% populacji południowoafrykańskiej. Jest on w pewnym stopniu wzajemnie zrozumiały z językiem zulu, zwłaszcza z zulu używanym w miastach. Ludność Xhosa, zwłaszcza mieszkająca w miastach, zwykle włada również językiem zulu, afrikaans, angielskim lub jednym z pozostałych jedenastu języków urzędowych RPA.